# Max Aitken

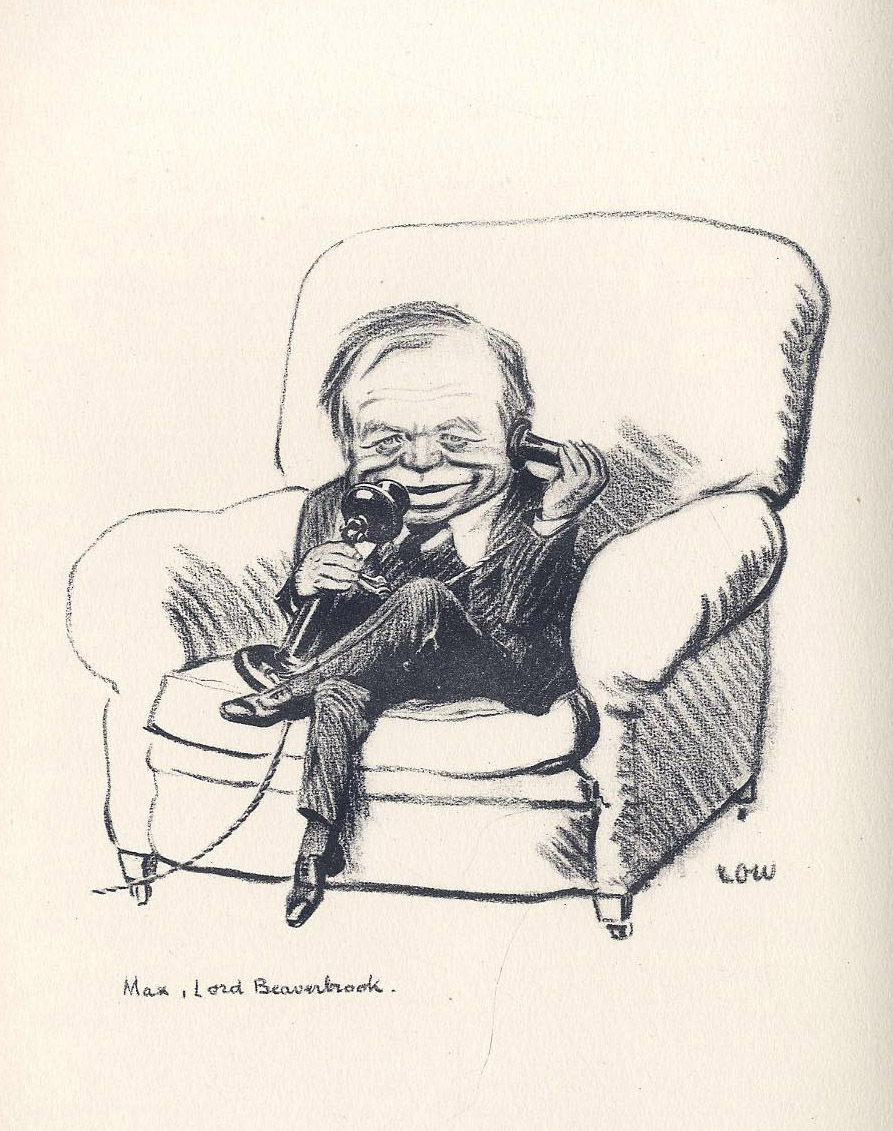
Max Aitken, 1928.

William Maxwell Aitken (1879. május 25. – 1964. június 29.) kanadai származású brit politikus, üzletember. Beaverbrook 1. bárója, közismert nevén Lord Beaverbrook.

## Élete

### Ifjúkora
Kanadában született Ontario államban. Családja, születését követően New Brunswick-be költözött. Írói és politikai hajlama korán megmutatkozott, első újságcikkét mindössze tizenhárom évesen írta. Jogi iskolába járt, és később újságíróként dolgozott. Később mint Chatham jegyzője tevékenykedett. 

### Pályafutása
1900 körül megalapította a Canada Cement vállalatot. Tehetős emberként sorra megvásárolta és a Canada Cementbe olvasztotta a kisebb Kelet-kanadai cementgyárakat. Később a sikeres vállalat kötvényeinek eladásába kezdett, s rövid időn belül óriási vagyonra tett szert. Ezt követően pedig az Egyesült Királyságba költözött.
Részvényeket vásárolt a Rolls-Royce vállalatból, és igen jó kapcsolatot épített ki a szintén kanadai származású Bonar Law-al, aki a történelem során egyedüli kanadaiként lett brit miniszterelnök. Az 1910-es választások alkalmával pedig bejutott a brit parlamentbe. A Brit Birodalomért tett szolgálatait elismervén 1911-ben V. György brit király lovaggá ütötte.
Az első világháború során Kanada képviselője volt, s háborús élményeiből írta meg Canada in Flandria (Szabad fordításban: Kanada Flandriában) című művét. A háborút követően megvásárolta a Daily Express és az Evening Standard újságokat, amelyek összeolvasztásából létrehozta a Sunday Express-t. Emellett háborús élményeiről és tapasztalatairól további könyveket írt.
A második világháború során ismét a háborús kabinet tagjává vált. Ekkor a repülőgépgyártásért felelős miniszter, államminiszter és hadianyag ellátási miniszterként is szolgált. Aitkennek nagy szerepe volt abban, hogy az angliai csata idején ne lankadjon a brit repülőgépgyártás hatékonysága. A politikától és a közélettől 1945-ben vonult vissza.
1964-ben hunyt el, életének 85. évében.